# Терамо (округ)
Округ Терамо (итал. Provincia di Teramo) је округ у оквиру покрајине Абруцо у средишњој Италији. Седиште округа покрајине и највеће градско насеље је истоимени град Терамо.
Површина округа је 1.948 km², а број становника 308.769 (2008. године).

## Природне одлике
Округ Терамо чини северни део историјске области Абруцо. Он се налази у средишњем делу државе, са изласком на Јадранско море на истоку. На западу се налази средишњи део планинског ланца Апенина. Између њих налази се бреговито подручје познато по виноградарству и производњи вина.

## Становништво
По последњим проценама из 2008. године у округу Терамо живи преко 300.000 становника. Густина насељености је велика, преко 150 ст/км². Источна, приморска половина округа је знатно боље насељена, као и око града Терама у средишњем делу округа. Западни, планински део је ређе насељен и слабије развијен.
Поред претежног италијанског становништва у округу живе и известан број досељеника из свих делова света.

## Општине и насеља
У округу Терамо постоји 47 општина (итал. Comuni).
Најважније градско насеље и седиште округа је град Терамо (55.000 ст.) у средишњем делу округа. Други по величини је град Ђулијанова (23.000 ст.) у источном делу округа.